# Ceraclea sibirica
Ceraclea sibirica là một loài Trichoptera trong họ Leptoceridae. Chúng phân bố ở miền Cổ bắc.